# Krigskancelliet
Krigskancelliet var et dansk kancelli under enevælden, som blev blev oprettet i 1679 og nedlagt i 1763.
Forud eksisterede Krigskollegiet, der blev oprettet i 1660 og nedlagt efter skånske krig. Efter krigskancelliets nedlæggelse var krigssekretæren enerådende i krigskancelliet. Dette overtog anliggender om forsvaret, herunder udnævnelse, forfremmelse og afskedigelse af officerer, desuden indkomne sager, de til kongen refererede sager, memorialer til kongen, indkomne breve, konduitelister vedrørende officerer samt forhold vedrørende de norske militæretater.
Ved siden af Krigskancelliet eksisterede Generalkrigskommissariatet fra 1600 til 1763, der tog sig af landetatens forhold. I 1763 blev Krigskancelliet og Generalkrigskommissariatet forenede i General-Krigsdirektoratet.